# 裕廊鎮大會堂站
裕廊鎮大會堂地铁站（英語：Jurong Town Hall MRT Station，代號JE6）是新加坡地鐵裕廊區域線上的車站，位于新加坡本岛裕廊東规划区。车站预计将于2028年启用。